# Мацевицький заказник
Маце́вицький зака́зник — лісовий заказник місцевого значення в Україні. Об'єкт природно-заповідного фонду Хмельницької області. 
Розташований у межах Старокостянтинівського району Хмельницької області, між селами Великі Мацевичі та Огіївці. 
Площа 41 га. Статус присвоєно згідно з рішенням сесії обласної ради народних депутатів від 28.10.1994 року № 7. Перебуває у віданні ДП «Старокостянтинівський лісгосп» (Самчиківське л-во, кв. 23, вид. 9, 13). 
Статус присвоєно для збереження частини лісового масиву з цінними насадженням дуба і граба. У домішку черешня. 